# Teal Independents
Les Teal Independents ou plus simplement Teals ou « sarcelles »  sont un groupe de candidats politiques australiens, très majoritairement des femmes, qui se présentent comme indépendants et dont la campagne est en partie financée par Climate 200 (en), une plateforme de financement créée par le militant écologiste Simon Holmes à Court. Issues majoritairement du camp du parti libéral, avec un politique économique plutôt libérale mais avec des revendications fortes en matière d'écologie, d'égalité des genres et d'intégrité politique, 19 de ces 22 personnalités se présentent à des sièges détenus par la coalition au pouvoir pour laquelle elles constituent une menace, et 3 se représentent à leur succession dans le cadre des élections fédérales australiennes de 2022. Sept députées rattachées à l'unanimité au mouvement sont élues tandis que trois candidats sortants, plus occasionnellement identifiés comme sarcelles sont réélus.

## Origine du nom
Le nom du groupe en anglais, qui signifie littéralement « indépendantes bleu sarcelle » ou « indépendants bleu sarcelle », vient de la couleur la plus utilisée, mais sans exclusive, par les différents indépendants composant ce groupe, le teal blue ou bleu sarcelle, appelé plus simplement en anglais sarcelle (Teal).
Après la victoire jugée historique de sept des candidates contre des libéraux bien implantés, le mot « teal » est désigné mot de l'année 2022 par le National Dictionary Center australien.

## Positionnement politique
Le positionnement commun de ces femmes et hommes politiques est la lutte contre le réchauffement climatique, pour l'intégrité politique et en faveur de l'égalité hommes-femmes et droits LGBT, ce qui les place plutôt dans le camp des progressistes ou travaillistes. Ces trois axes sont la condition pour bénéficier d'un financement par Climate 200 (en). Par contre, sur le plan économique et fiscal, les différents programmes soutenus sont plutôt conservateurs ou libéraux.
Bien que tous les indépendants soutenus par Climate 200 (en) n'utilisent pas la couleur sarcelle, le nom « sarcelle » (anglais : teal) leur est appliqué en raison de leur idéologie politique

## Membres, objectifs et sièges visés
Les membres de ce groupe sont principalement des femmes connues issues de la société civile et sans antécédents politiques, à l'exception des  personnalités déjà élues sur des postes de députées ou de sénateurs, à l'instar de Zali Steggall, qui a évincé l'ancien Premier ministre Tony Abbott de son siège parlementaire lors des élections précédentes de Helen Haines (en), elle aussi élue sur le même programme en 2019, ou de Rebekha Sharkie. Leur entrée en politique fait souvent suite à une déception par la politique menée par le gouvernement actuel. C'est le cas de Kate Chaney (en), qui vise la circonscription de Curtin à Perth et d'Allegra Spender à Wentworth qui met surtout en avant l'urgence de mesures en faveur du climat, toutes deux issues de familles très liées au Parti libéral.
Dans le cadre des élections fédérales australiennes de 2022, ces candidat(e)s visent principalement une élection à un siège déjà détenu par un libéral. Alors que nombre de femmes se sont estimées négligées ou trahies par le pouvoir en place et que la population australienne reproche à ce pouvoir en place son inactivité en matière de lutte contre le réchauffement climatique et son refus de mettre en place une commission fédérale dotée de pouvoirs efficaces en matière de respect de l'intégrité en politique, plusieurs postes sont menacés par ces candidatures dont celui du ministre des Finances Josh Frydenberg,. Selon le  journal australien The Age et le ministre lui-même, celui-ci « se bat pour sa vie politique » lors de son combat contre Monique Ryan,.

## Réception
Passées initialement inaperçues, ces candidatures ont attiré l'attention des médias depuis qu'il est devenu possible qu'elles soient victorieuses. Alors qu'au niveau australien la moyenne des intentions de vote en faveur des indépendants tourne autour de 10 %, dans les sièges visés, les possibilités d'emporter la bataille sont sérieuses.

## Résultats électoraux en 2022
Les Sarcelles contribuent à la défaite du Parti libéral, qui perd aussi des postes au profit des travaillistes et des écologistes, au point que les médias évoquent un « bain de bleu sarcelle ». Parmi les 10 indépendants ayant remporté un siège, sept députées sont rattachées avec certitude par ABC au mouvement :  Zali Steggall, Monique Ryan, Allegra Spender, Zoe Daniel (en), Sophie Scamps (en), Kylea Tink (en) et Kate Chaney (en). Les trois autres députés, qui sont députés sortants, Helen Haines, Andrew Wilkie et Rebekha Sharkie, y sont associés occasionnellement,.

## Résultats électoraux en 2025
En 2025, 35 candidat(e)s sont soutenues par Climate 200. Le vote pour les candidats indépendants est en hausse, passant de 5,3 % à plus de 7 %. Toutefois, les résultats sont très serrés lors de la longue phase de dépouillement, et à l'approche de la fin de ce dépouillement,  lesTeals auraient perdu au moins un siège par rapport aux 10 précédemment gagnés. 
Par ailleurs, une nouvelle loi sur le financement des campagnes électorales, votée par les deux principaux partis politiques font craindre à Simon Holmes à Court que les Indépendants ne pâtissent de ces nouvelles règles.